# Zatorek
Der Zatorek (deutsch Kleiner Neuendorfer See) ist ein Binnensee auf der polnischen Ostseeinsel Wolin. Er liegt in der Gmina Wolin und gehört damit zum Powiat Kamieński in der Woiwodschaft Westpommern.
Der abflusslose See befindet sich nahe dem Nationalpark Wolin östlich von Wisełka (deutsch Neuendorf). Er ist bis zu 180 m breit und von Südwest nach Nordost 745 m lang. Im Nordteil des 6,6 ha großen Sees gibt es eine baumbestandene Insel. Der Zatorek ist hauptsächlich von Wald umgeben, nur im Südwesten grenzt er an den Ort Wisełka. Nördlich führt die Woiwodschaftsstraße 102 nahe am Ufer vorbei.
Der Zatorek ist ein beliebtes Angelgewässer für Hecht, Schleie, Flussbarsch, Rotauge, Karpfen, Brachsen und Aal. Von einem Rastplatz am nördlichen Ende des Sees führt ein 3200 m langer Naturlehrpfad am südöstlichen Ufer entlang und im Bogen durch den Wald wieder zum Ausgangspunkt zurück.